# Асатрян, Овсеп Александрович
Овсеп Александрович Асатрян (арм. Հովսեփ Ասատրյան; 1925, Александретта, Турция — ?) — советский футболист, защитник, полузащитник, тренер.
Выступал за ереванские команды «Динамо» (1947—1953) и «Спартак» (1954—1956, был капитаном). В чемпионате СССР в 1949—1950 годах провёл 50 матчей.
Финалист Кубка СССР 1954 года.
Тренер «Спартака» Ереван в 1959—1962 годах. Старший тренер «Наири» Ереван (1963) и «Севана» Октембрян (1965—1966). Начальник отдела футбола Спорткомитета Армянской ССР (1970—1975).